# Franciszek Gautrelet
François Gautrelet (właściwie: François-Xavier Gautrelet) (ur. 1807, zm. 1886) – jezuita francuski i pisarz katolicki.
3 grudnia 1844 roku (święto św. Franciszka Ksawerego) złożył podwaliny pod szeroko działające na całym świecie Apostolstwo Modlitwy (l'Apostolat de la prière). Sprzeciwiał się wpływom francuskiej masonerii w czasie rewolucji francuskiej przeciw religii katolickiej.